# Frank Donlavey
Frank Donlavey (22 febbraio 1945 – Hamilton, 1º gennaio 2008) è stato un allenatore di calcio e calciatore scozzese, di ruolo difensore e centrocampista.

## Biografia
Nativo della Scozia, si trasferì in Canada ove morì all'Henderson General Hospital di Hamilton (Ontario).

## Carriera

### Calciatore
Donlavey dopo aver giocato in Sudafrica nell'Arcadia Shepherds, si trasferì nella stagione 1969 negli Stati Uniti d'America per militare nei Syracuse Scorpions, franchigia dell'American Soccer League, venendo battuto con i suoi nella finale del torneo dai Washington Darts.
Nel 1970 passò Darts, che si erano trasferiti nella North American Soccer League, con cui raggiunse la finale della North American Soccer League 1970, persa contro i Rochester Lancers. Donlavey giocò entrambe le partite di finale da titolare.
Nel corso della stagione seguente passa ai N.Y. Cosmos, con cui raggiunse le semifinali del torneo.
Nella NASL 1972 passa ai Miami Gatos, che lascia nel corso della stagione per giocane nei Toronto Metros, con cui non supera la fase a gironi della Regular Season.
Nella stagione 1974 torna ai Cosmos, con cui ottiene il quarto ed ultimo posto nella Northern Division, non riuscendo ad accedere alla fase finale del torneo.

### Allenatore
Dal 1989 al 2003 Donlavey ha allenato la rappresentativa femminile di calcio dell'università McMaster. Per i suoi meriti, nel 2010 è stato inserito nel famedio sportivo dell'istituto.